# Brandschutz- und Katastrophenschutz-Ehrenzeichen des Landes Sachsen-Anhalt
Das Brandschutz- und Katastrophenschutz-Ehrenzeichen des Landes Sachsen-Anhalt wird in Anerkennung und Würdigung von Verdiensten um den Brand- oder Katastrophenschutz im Land Sachsen-Anhalt verliehen. Es wurde im Juli 2005 gestiftet und löste das 1993 gestiftete Brandschutzehrenzeichen des Landes Sachsen-Anhalt ab, da dieses ausschließlich für Verdienste um den Brandschutz verliehen werden konnte.
Das Brandschutz- und Katastrophenschutz-Ehrenzeichen kann in drei Stufen verliehen werden:
| Stufe                                | Bandschnalle | Auszeichnung |
| ------------------------------------ | ------------ | ------------ |
| Silbernes Ehrenzeichen am Bande      |              |              |
| Goldenes Ehrenzeichen am Bande       |              |              |
| Goldenes Ehrenzeichen als Steckkreuz |              |              |